# 伊爾明厄海

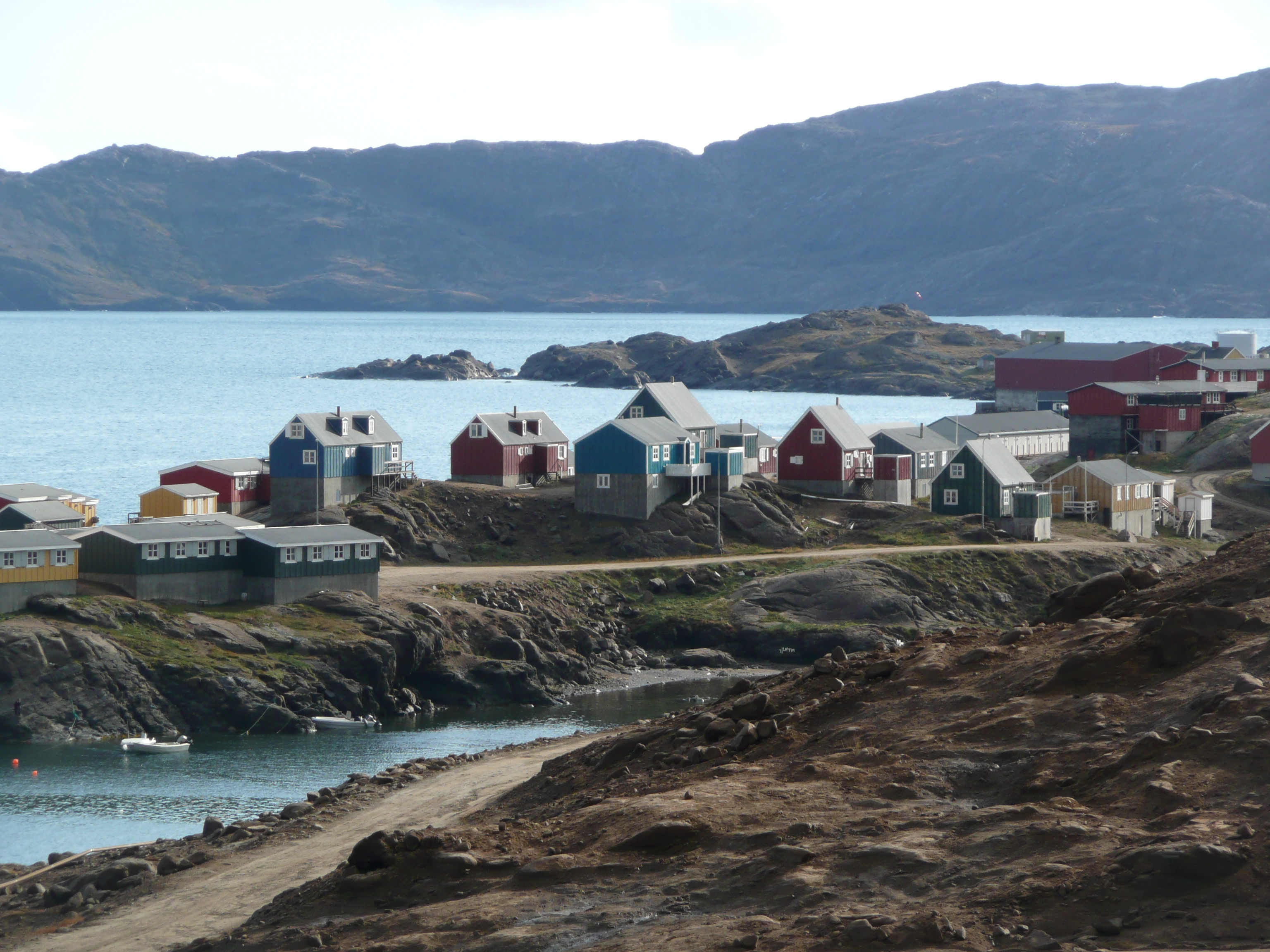

伊爾明厄海是大西洋的一個海，位於格陵蘭東南面，西臨拉布拉多海，北毗丹麥海峽，長480公里、寬290公里，面積約80萬平方公里，最大水深4,600米。

## 外部連結
- Map of Irminger Sea（页面存档备份，存于）

62°N 35°W / 62°N 35°W